# Deewaar (film 1975)
Deewaar (Mur) (hindi: दीवार, urdu: دیوار) – bollywoodzki dramat rodzinny i kryminalny z 1975 roku. Film współtworzy muzyka Rahul Dev Burmana i reżyseria Yash Chopra (Darr, Dil To Pagal Hai, Veer-Zaara). Film ugruntował pozycję Amitabha Bachchana jako młodego gniewnego. Oprócz niego występuje tu nagrodzony Shashi Kapoor. Film opowiada historię dwóch braci, których los określiła klęska ojca-idealisty walczącego w strajkach o prawa robotników. Bracia wybierają w życiu dwie różne drogi: prawa i bezprawia. Ten wybór postawi ich naprzeciwko siebie. W filmie odwieczny konflikt prawa i bezprawia, powracające pragnienie przemiany życia i losy przecięte nagłą śmiercią.
W 2005, Indiatimes Movies film zaliczono do 25 najbardziej godnych uwagi filmów Bollywoodu (Top 25 Must See Bollywood Films).

## Fabuła
Ananda Babu (Satyendra Kapoor) nazywają człowiekiem zasad. Dla strajkujących górników jest on nadzieją na zwycięstwo. Dumą swoich synków. Miłością żony Sumitry Devi (Nirmala Roy). Nie można go przekupić, nie można go zastraszyć. Właściciel kopalni rozważa zabicie go, ale nie chcąc z niego uczynić męczennika za sprawę wzmacniając tym ruch oporu górników, szuka co jest jego słabością, na czym mu najbardziej zależy. I znajduje. Porwawszy rodzinę Ananda, grożąc śmiercią jego żonie i synkom zmusza nieustępliwego do podpisania w imieniu ufających mu górników haniebnej zgody. Za złamanie zaufania Anand płaci drogo. Pobity przez strajkujący tłum, wyśmiewany nawet przez dzieci, wyzywany od tchórzy znika ze szpitala. Jego żona zostaje sama z chłopcami. Nie mogąc wytrzymać ciągłych ataków na rodzinę „tchórza”, samotna, niebroniona przez nikogo wyjeżdża z synami do Bombaju. Zacząć życie w miejscu, gdzie nikt jej w twarz nie rzuci złych słów o mężu. Naznaczeni cierpieniem chłopcy różnie je przyjmują. Już podczas codziennych wizyt matki w świątyni ich drogi rozchodzą się. Zbuntowany na Boga Vijay nie chce przestąpić progu świątyni. o nic nie chce prosić Boga, który go zawiódł. Gdy dorastają, ich drogi też rozchodzą się. Wykształcony Ravi (Shashi Kapoor) w mundurze policji reprezentuje prawo. Pracujący w porcie jako tragarz Vijay (Amitabh Bachchan) przemienia się w szafującego pieniędzmi gangstera. Zakochany w córce oficera policji (Neetu Singh) Ravi planuje ślub. Vijay ma utrzymankę (Parveen Babi), która mimo swojej przeszłości dziwki daremnie marzy o ślubie. Pewnego dnia bracia stają naprzeciwko siebie jako dwaj wrogowie: przedstawiciel prawa i ścigany przestępca. Ku rozpaczy matki...

## Obsada
- Shashi Kapoor – Ravi Verma
- Amitabh Bachchan – Vijay Verma
- Neetu Singh – Leena Narang
- Nirupa Roy – Sumitra Devi
- Parveen Babi – Anita
- Manmohan Krishna – oficer policji Narang
- Madan Puri – Samant (jako Madanpuri)
- Iftekhar – Mulk Raj Dhabaria
- Satyendra Kapoor – Anand Verma – ojciec

## Nagrody i nominacje
- Nagroda Filmfare dla Najlepszego Reżysera – Yash Chopra
- Nagroda Filmfare dla Najlepszego Filmu – Gulshan Rai
- Nagroda Filmfare za Najlepszy Scenariusz – Salim-Javed
- Nagroda Filmfare za Najlepsze Dialogi – Salim-Javed
- Nagroda Filmfare dla Najlepszego Aktora Drugoplanowego – Shashi Kapoor
- nominacja do Nagrody Filmfare dla Najlepszego Aktora – Amitabh Bachchan
- nominacja do Nagrody Filmfare dla Najlepszej Aktorki Drugoplanowej – Nirupa Roy
- nagroda za najlepszy dźwięk – M. A. Shaikh

## Wpływ na inne filmy
Film powtórzono w remake’ach Thee (1980) z rolami Rajnikantha, Sumana i Sripriya, i w telugu pt Magaadu (z NTRi Ramakrishna). Brytyjski reżyser Danny Boyle uważa, że Deewaar to klucz do indyjskiego kina. Wpłynął on na jego Slumdog. Milioner z ulicy, w którym też dwóch braci w Bombaju wybiera różną drogę w życiu. Jeden robi wszystko, żeby zdobyć pieniądze, na których nie zależy młodszemu, uczciwemu. Podobne motywy we wcześniejszym Deewaar.

## Muzyka i piosenki
Muzykę do filmu skomponował Rahul Dev Burman, nagrodzony za 1942: A Love Story, Masoom, Sanam Teri Kasam. Twórca muzyki m.in. do takich filmów jak Parinda, Alibaba Aur 40 Chor, Shakti,. Deewaar (1975), Khubsoorat, Parichay, Caravan czy Sholay i Seeta Aur Geeta.
- Maine Tujhe Maanga
- Kah Do Tumhen
- Diwaron Ka Jungle
- Idhar Ka Maal
- Keh Du Tumhe
- Koi Mar Jaye